# Långtjärnen (Ore socken, Dalarna, 679711-146583)
Långtjärnen är en sjö i Rättviks kommun i Dalarna och ingår i Dalälvens huvudavrinningsområde. Sjön har en area på 0,0915 kvadratkilometer och ligger 288 meter över havet. Sjön avvattnas av vattendraget Djurån.

## Delavrinningsområde
Långtjärnen ingår i det delavrinningsområde (679666-146756) som SMHI kallar för Inloppet i Djursjön. Medelhöjden är 370 meter över havet och ytan är 16,09 kvadratkilometer. Det finns inga avrinningsområden uppströms utan avrinningsområdet är högsta punkten. Djurån som avvattnar avrinningsområdet har biflödesordning 3, vilket innebär att vattnet flödar genom totalt 3 vattendrag innan det når havet efter 390 kilometer. Avrinningsområdet består mestadels av skog (80 procent). Avrinningsområdet har 0,09 kvadratkilometer vattenytor vilket ger det en sjöprocent på 0,6 procent.